# Томас Сиденгам
Томас Сиденгам (також Сіденгам; англ. Thomas Sydenham; 10 вересня 1624 — 29 грудня 1689) — знаменитий англійський лікар, «батько англійської медицини», «англійський Гіппократ» — реформатор практичної медицини в дусі Нового часу, званий також (з деякими застереженнями) "батьком клінічної медицини ".

## Біографія
Народився в знатній сім'ї в 1624 році, Томас Сиденгам отримав прекрасну домашню освіту. Покинувши в 22 роки рідне графство Дорсет, він вступив в Оксфордський університет, але під час Англійської революції перервав навчання через службу в армії під парламентськими прапорами. За шість років він повернувся до університету, твердо вирішивши стати лікарем. Однак тільки в 52 роки Томас Сиденгам отримав ступінь доктора медицини. Цікаво, що його авторитет цінували так високо, що навіть відсутність наукового ступеня до поважного віку не бентежила його колег.

## Внесок у медицину
Багато авторів називають його одним з основоположників клінічної медицини. Вніс істотний внесок у формування нозологічного принципу. Вважаються класичними виконані Сиденгамом опису скарлатини і кору, деякі нозологічні форми носили або носять його ім'я (сиденгамова скарлатина, сиденгамова хорея); з працями Сиденгама пов'язано поширення застосування хінного дерева для лікування малярії в Англії. Одна з праць Сиденгама «Tractatus de podagra et hydrope», London, 1683 року присвячений подагрі, на яку він сам страждав більше 30 років.
Відводив головне місце фактам і безпосередньому спостереженню, розглядаючи хвороби як процеси, симптоми як щось чисто зовнішнє, яке змінюється в залежності від конституції організму. Прагнув точно розмежувати різні форми хвороб і цим шляхом створити міцний ґрунт для застосування специфічних засобів, при цьому прийшов до чисто онтологічного розуміння хворобливих процесів і до встановлення класифікації хвороб по абсолютно ботанічній схемі. Сиденгам був прихильником енергійного лікування; в його терапії видну роль відіграли хінін і опій, a особливо кровопускання, що в XIX столітті було визнане шкідливим і відкинуто з медичної практики. Деякі джерела характеризують його як противника Парацельса.
Томас Сиденгам розвіяв завісу таємниці над захворюванням, походження якого ще з давніх-давен не могли розпізнати лікарі — про істерію. Стародавні єгиптяни внесли свій вклад в опис ознак хвороби. Гіппократ дав їй назву лат. hystera (матка), віднісши її помилково до жіночих хвороб. Потім лікарі давнини визнали прояв хвороби у обох статей. І тільки Сиденгам відкрив психічну етіологію істерії. Він довів, що хворі на істерію соматично здорові, проте відчувають нервовий розлад, яке проявляється в емоційній неврівноваженості хворого і полярності настроїв. За висловом Сиденгама «хворі найсильніше люблять того, кого дуже скоро почнуть люто ненавидіти». У середині XX століття його теорія повністю підтвердилася.
На зв'язок між оптимістичним підходом до життя і одужанням хворих вказували ще лікарі давнини. Воєначальники різних епох помічали, що переможена армія більш схильна до поширення хвороб, ніж армія переможців. Стародавні римляни спостерігали, що рани переможців затягуються швидше. Так і Томас Сиденгам вважав, що клоун на центральній площі міста принесе хворому більше користі, ніж мішок з ліками. Противник зловживання ліками, Сиденгам використовував природні дари в лікуванні захворювань. «Настоянка Сиденгама» на основі опію містить шафран, гвоздику і корицю й віддалено нагадує глінтвейн, традиційний у лікуванні простудних станів.

## Роботи
- «Methodus curandi febres» (1666),
- «De variolis et, morbo hysterico et hypochondriaco» (1682),
- «Processus integri in omnibus fere morbis curandis» (1693).

Повне зібрання творів Сиденгама, які всі були написані латинською мовою, багато разів видавалися, в перший раз в 1685; нове видання належить Sydenham-Society (1844; в англ. перекладі, там же, 1848—1850, 2 т.; є і переклади франц. і нім., Відень, 1786—1787, 2 т.).